# Кировский сельский совет (Токмакский район)
Ки́ровский се́льский сове́т (укр. Кіровська сільська рада) — входил до 2020 года в состав
Токмакского района
Запорожской области
Украины.
Административный центр сельского совета находился в
селе Кирово (с мая 2016 года — Ласковое, укр. Лагидне).

## Населённые пункты совета
- с. Ласковое (с 1958 по 2016 — Кирово)[2]; мае 2016 года село было «декоммунизировано»[3][4] и переименовано в село Ласковое[5][6][7][2][8][4][9][10] (укр. Лагидное).[11]
- с. Грушевка
- с. Могу́тнее (Могу́чее)
- с. Роско́шное
- с. Уда́рник
- пос. Зоряное (Звёздное)